# Lista de episódios de The Secret Saturdays
Esta é uma lista de episódios da série de desenho animado estadunidense The Secret Saturdays (no Brasil, Os Sábados Secretos). Nela contém o número dos episódios, o título original deles, o título em português, e a data de estreia original deles (que ocorreu nos Estados Unidos).

## Temporadas
| Temporada | Tempo de estréia        | Episódios | Primeiro episódio      | Último episódio |
| --------- | ----------------------- | --------- | ---------------------- | --------------- |
| 1         | 03/10/2008 - 31/07/2009 | 1-26      | The Kur Stone - Part 1 | Kur Rising      |
| 2         | 07/11/2009 - 30/01/2010 | 27-36     | Kur - Part 1           | The Cryptid War |

## Episódios

### 1.ª temporada (2008-2009)
| #  | Título original                   | Título em português                     | Data de estreia |
| -- | --------------------------------- | --------------------------------------- | --------------- |
| 01 | The Kur Stone - Part 1            | A Pedra Kur - Parte 1                   | 03/10/2008      |
| 02 | The Kur Stone - Part 2            | A Pedra Kur - Parte 2                   | 03/10/2008      |
| 03 | The Vengeance of Hibagon          | A Vingança de Hibagon                   | 10/10/2008      |
| 04 | The Ice Caverns of Ellef Ringnes  | As Cavernas Geladas de Ellef Ringnes    | 17/10/2008      |
| 05 | Guess Who's Going to Be Dinner?   | Adivinha Quem Vai Ser o Jantar?         | 24/10/2008      |
| 06 | The King of Kumari Kandam         | O Rei de Kumari Kandam                  | 07/11/2008      |
| 07 | Van Rook's Apprentice             | O Aprendiz de Van Rook                  | 14/11/2008      |
| 08 | Twelve Hundred Degrees Fahrenheit | Seiscentos Graus Centígrados            | 21/11/2008      |
| 09 | The Owlman Feeds at Midnight      | O Homem-Coruja se Alimenta a Meia-Noite | 05/12/2008      |
| 10 | The Swarm at the Edge of Space    | Um Enxame à Beira do Espaço             | 12/12/2008      |
| 11 | Black Monday                      | Segunda Sem Graça                       | 10/04/2009      |
| 12 | Eterno                            | Eterno                                  | 17/04/2009      |
| 13 | Cryptid vs. Cryptid               | Cryptid vs. Cryptid                     | 24/04/2009      |
| 14 | The Underworld Bride              | A Noiva do Sub-Mundo                    | 08/05/2009      |
| 15 | Ghost in the Machine              | O Fantasma do Aparelho                  | 15/05/2009      |
| 16 | Something in the Water            | Algo Dentro da Água                     | 22/05/2009      |
| 17 | Target: Fiskerton                 | Alvo: Gogato                            | 28/05/2009      |
| 18 | Once More the Nightmare Factory   | Mais Uma Vez a Fábrica de Pesadelos     | 05/06/2009      |
| 19 | Curse of the Stolen Tiger         | A Maldição do Tigre Roubado             | 12/06/2009      |
| 20 | The Kur Guardian                  | O Guardião de Kur                       | 19/06/2009      |
| 21 | Food of the Giants                | Alimento de Gigantes                    | 26/06/2009      |
| 22 | The Atlas Pin                     | O Pino de Atlas                         | 03/07/2009      |
| 23 | Paris is Melting                  | Paris se Desmancha                      | 10/07/2009      |
| 24 | Where Lies the Engulfer           | Onde Jaz o Engolidor                    | 17/07/2009      |
| 25 | Shadows of Lemuria                | Sombras de Lemuria                      | 24/07/2009      |
| 26 | Kur Rising                        | Kur se Levanta                          | 31/07/2009      |

### 2.ª temporada (2009-2010)
| #  | Título original               | Título em português       | Data de estréia |
| -- | ----------------------------- | ------------------------- | --------------- |
| 27 | Kur - Part 1                  | Kur - Primeira Parte      | 07/11/2009      |
| 28 | Kur - Part 2                  | Kur - Segunda Parte       | 14/11/2009      |
| 29 | The Thousand Eyes of Ahuizotl | O Mil Olhos de Ahuizotl   | 21/11/2009      |
| 30 | Into The Mouth of Darkness    | Na Boca da Escuridão      | 05/12/2009      |
| 31 | The Legion of Garuda          | A Legião de Garuda        | 12/12/2009      |
| 32 | The Return of Tsul Kalu       | A Volta de Tsul Kalu      | 19/12/2009      |
| 33 | The Unblinking Eye            | O Olho Que Não Pisca      | 26/12/2009      |
| 34 | Life in the Underground       | Vida Debaixo da Terra     | 09/01/2010      |
| 35 | And Your Enemies Closer       | E Seus Inimigos Por Perto | 23/01/2010      |
| 36 | War of the Cryptids           | A Guerra dos Cryptids     | 30/01/2010      |